# Haus Jürgen Siemerding

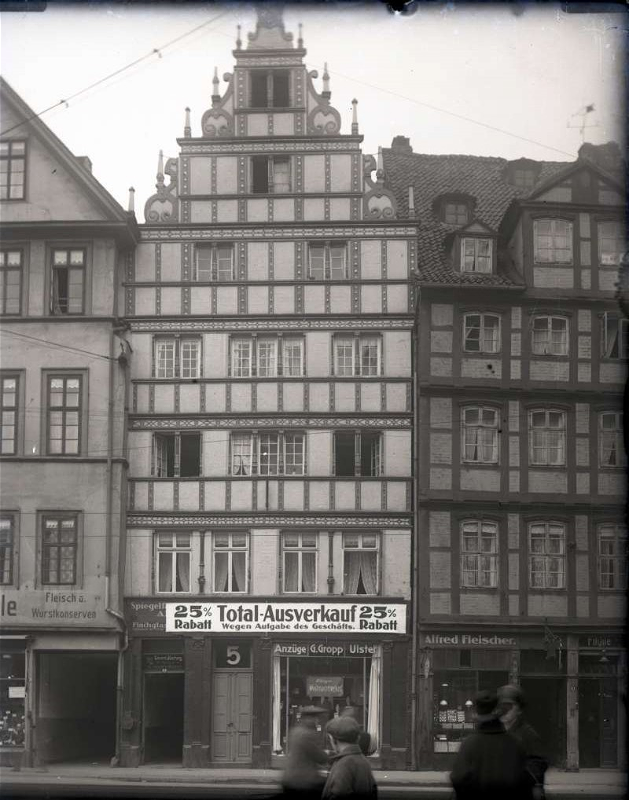
Das Gebäude um 1926 unter der – damaligen – Adresse Schmiedestraße 5 mit dem Herrengarderobe-Geschäft von Gustav Gropp, gesehen von der Einmündung der Osterstraße;
Foto: August Kageler; Bildarchiv der Region Hannover

Das Haus Jürgen Siemerding war ein Anfang des 17. Jahrhunderts im Stil der Weserrenaissance errichtetes Wohngebäude in der Altstadt von Hannover. Das von dem Denkmalpfleger Arnold Nöldeke im ersten Drittel des 20. Jahrhunderts als Kulturdenkmal beschriebene Bauwerk fiel nur wenig später während der Luftangriffe auf Hannover im Zweiten Weltkrieg den Fliegerbomben zum Opfer.

## Geschichte
Verlässliche Angaben über die genaue Entstehungszeit des Gebäudes konnten im 20. Jahrhundert nicht ermittelt werden; das Haus war im Zeitraum von 1602 bis 1606 schossfrei, daher wird eine Bauzeit vor 1602 vermutet. Eigentümer war zunächst der Goldschmied Jürgen Siemerding (auch: Jürgen Simerdinck), der Großvater des Steinhauers und Ratsbaumeisters Adrian Siemerding.
Offenbar war das Gebäude in der Gründerzeit des Deutschen Kaiserreichs äußerlich verändert worden, denn der Denkmalpfleger Nöldeke rekonstruierte durch eine detaillierte Zeichnung gemeinsam mit Gustav Darr die Fassade im „Zustand von 1872“, bevor also bauliche Veränderungen an der Schauseite des Hauses unter der – damaligen – Adresse Schmiedestraße 5 vorgenommen worden waren.
Um 1926 fotografierte August Kageler das Haus an der Schmiedestraße mit den beiderseits angrenzenden Nachbarhäusern. Zum Zeitpunkt von Kagelers Aufnahme trug das Gebäude über dem Schaufenster des im Erdgeschoss eingerichteten Herrenbekleidungs-Geschäft von Gustav Gropp ein Schild mit einem Rabatthinweis und der Aufschrift „Total-Ausverkauf / Wegen Aufgabe des Geschäfts.“ Das Bild gelangte später über den Nachlass Kagelers in das Bildarchiv der Region Hannover, die ein Digitalisat des Glasnegativs zur nahezu unbeschränkten Weiternutzung unter eine Freie Lizenz stellte.

## Baubeschreibung
Die Fassade des giebelständigen Hauses bestand aus verputzten Ziegelsteinen unter Verwendung von Hausteinen, wobei für die Ausführung der Schmuckelemente der Bildhauer Hans Nottelmann der Ältere in Frage kommen könnte. Die Friese zeigten ein flaches Bandornament, auch Zahnschnitt kam zur Anwendung. Die senkrechte Gliederung der Hauptgeschosse des Gebäudes wurde „unterstützt durch schmale diamantenbesetzte Lisenen in den Brüstungsfeldern.“ Die senkrechte Achsenordnung des beidseitig auskragenden Giebels wich von der der Hauptgeschosse ab, zeigte jedoch abwechselnd breitere und schmalere, „ebenfalls diamentenbesetzte Lisenen.“
Die Staffelzwickel des Hauses wurden mit Bandwerk gefüllt mit Anklängen an das Barock. Am Schaugiebel fanden zudem Obelisken „reichliche Verwendung“.